# Castelo de Glenbuchat
O Castelo de Glenbuchat (em inglês:  Glenbuchat Castle) é um castelo do século XVI atualmente em ruínas localizado em Glenbuchat, Aberdeenshire, Escócia.

## História
Construído por John Gordon em 1590, para a sua mulher. Vendido em 1738 pelo último membro dos Gordon de Glenbuchat à família Duff.